# 重枝豊英

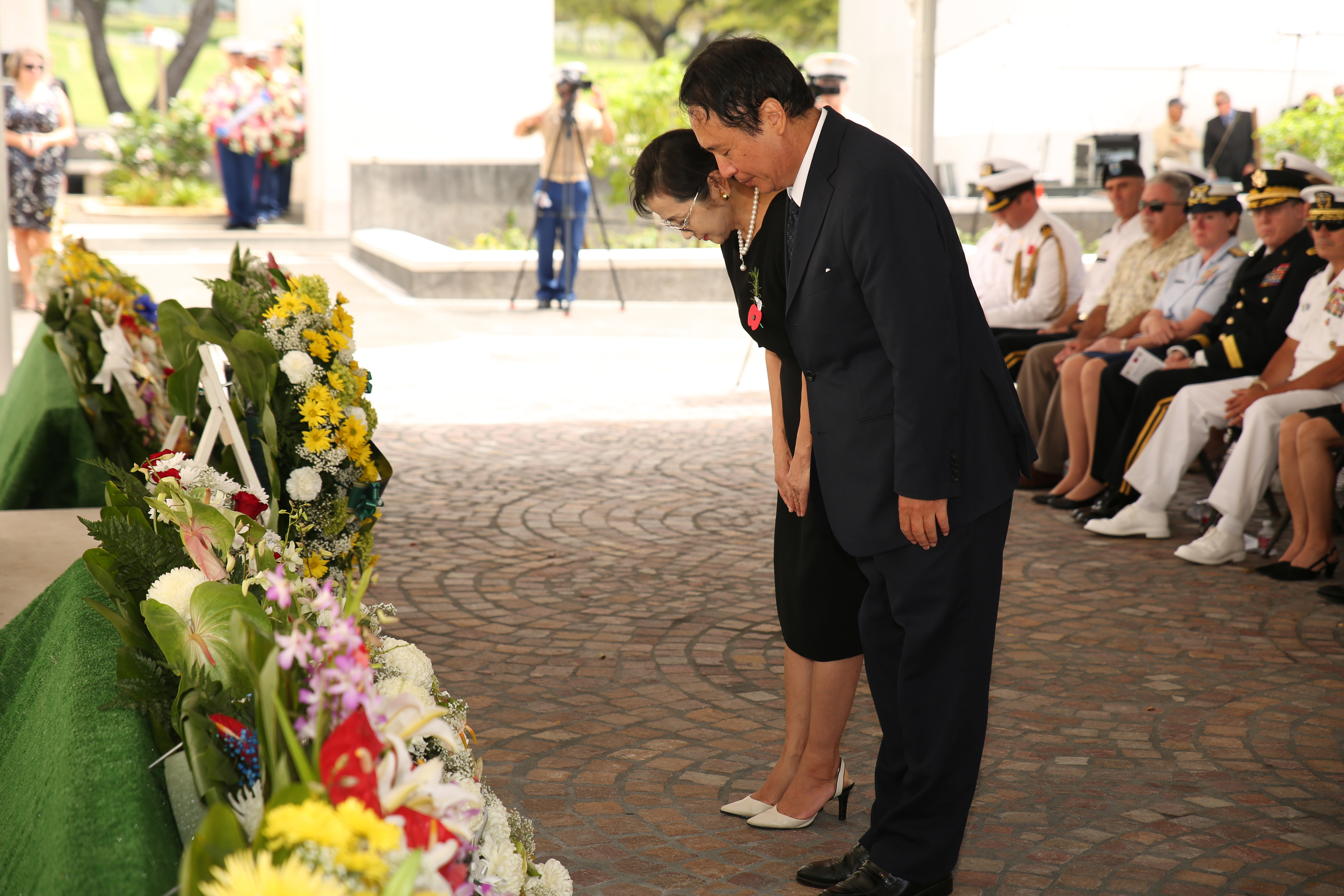
ANZACの日の式典で献花を行う重枝（2015年4月）

重枝 豊英（しげえだ とよえい、1952年8月1日 - ）は、日本の外交官。フランクフルト総領事や、ホノルル総領事を経て、第3代駐リトアニア特命全権大使を務めた。

## 経歴・人物
鹿児島県出身。神奈川県立湘南高等学校を経て、1977年中央大学法学部卒業。1981年外務省入省。オーストリア、スイス、エジプトでの大使館勤務、大臣官房査察室長、通産省生活産業局関連産業課長、経済産業省大臣官房参事官（環境担当）、領事移住部旅券課長を経て、2004年在ウィーン国際機関日本政府代表部参事官。同公使や、フランクフルト総領事、ホノルル総領事を経て、2015年から駐リトアニア特命全権大使を務め、2017年には所得に対する租税に関する二重課税の除去並びに脱税及び租税回避の防止のための日本国とリトアニア共和国との間の条約（日・リトアニア租税条約）の署名を行った。2019年日本体育大学特任講師。2020年福山通運取締役。

## 著書
- 『リトアニアと杉原千畝』国書刊行会、2022年4月。ISBN 978-4-336-07340-2

## 同期
- 兼原信克（14年国家安全保障局次長兼務・12年内閣官房副長官補）
- 泉裕泰（19年日本台湾交流協会台北事務所長・17年バングラデシュ大使）
- 上月豊久（15年ロシア大使）
- 岡村善文（19年OECD大使・17年人権人道担当大使）
- 山田彰（17年ブラジル大使・14年メキシコ大使）
- 上村司（21年日本国政府代表（中東和平担当特使）、17年サウジアラビア大使）
- 佐藤地（17年駐ハンガリー大使・15年ユネスコ大使）
- 側嶋秀展（19年ミクロネシア大使・16年ザンビア大使）
- 香川剛廣（18年国際貿易・経済担当大使・15年エジプト大使）
- 石兼公博（19年国連大使・17年カナダ大使）
- 高岡正人（19年クウェート大使・16年モンゴル大使・13年シドニー総領事・12年イラク大使）
- 高木昌弘（21年駐ドミニカ共和国大使・20年クリチバ総領事）
- 冨田浩司（21年駐米大使・19年韓国大使・15年イスラエル大使）
- 川村裕（24年依願免職・20年ノルウェー大使・18年沖縄大使・14年コートジボワール兼トーゴ兼ニジェール大使）
- 川村泰久（19年カナダ大使）
- 嘉治美佐子（19年クロアチア大使・14-17年ジュネーヴ代表部大使）
- 宮島昭夫（20年ポーランド大使・17年トルコ大使）
- 石井哲也（17年トンガ大使）
- 岡田誠司（20年バチカン大使・17年南スーダン大使）
- 冨永純正（14年青年海外協力協会会長・11年コンゴ民主共和国大使）
- 奥克彦（イラク日本人外交官射殺事件犠牲者[11]、03年殉職のため大使の称号付与）
- 伊藤光子（15年世界の子どもにワクチンを日本委員会事務局長）
- 福嶌教輝（21年駐メキシコ大使・15年駐アルゼンチン大使）
- 福嶌香代子（19年ナッシュビル総領事）